# Ciuma stacojie
„Ciuma stacojie” („The Scarlet Plague”, titlul original în engleză) este o nuvelă distopică, scrisă în 1912, care imaginează lumea după o pandemie devastatoare ce a ucis majoritatea populației. Povestea este plasată 60 de ani după ciumă, iar naratorul, un bătrân pe nume James Howard Smith, povestește nepoților săi cum a fost viața înainte și cum ciuma a distrus civilizația.
Temele principale ale nuvelei sunt:
Fragilitatea civilizației: cum societatea se poate destrăma rapid în fața bolilor sau catastrofelor.
Supraviețuirea și adaptarea: cei care supraviețuiesc sunt nevoiți să se întoarcă la moduri simple de viață.
Memoria istoriei și pierderea cunoștințelor: generațiile tinere nu înțeleg lumea de dinainte, iar cunoașterea umană se pierde treptat.
1. ↑  ERUL, Emrullah; IŞIN, Alper (28 martie 2023), „ChatGPT ile Sohbetler: Turizmde ChatGPT nin Önemi (Chats with ChatGPT: Importance of ChatGPT in Tourism)”, Journal of Tourism and Gastronomy Studies, doi:10.21325/jotags.2023.1217, ISSN 2147-8775, accesat în 20 august 2025